# Higrin
Higrin je pirolidinski alkaloid, nađen prvenstveno u kokinom lišću (0,2%). Njega je privi izolovao Karl Liberman 1889, zajedno sa srodnim jedinjenjem kuskohigrinom, kao alkaloid koji se nalazi zajedno sa kokainom u koki. Ekstrahovani higrin je žuto ulje, koje ima oštar miris i ukus.

## Literatura
- Dr. Ame Pictet (1904). The Vegetable Alkaloids. With particular reference to their chemical constitution. London: Chapman & Hall.
- „Hygrine”. Webster's Revised Unabridged Dictionary (? изд.). 1913.
- „USDA, ARS, National Genetic Resources Program. Phytochemical and Ethnobotanical Databases.[Online Database] National Germplasm Resources Laboratory, Beltsville, Maryland.”. Архивирано из оригинала 11. 12. 2012. г. Приступљено 15. 7. 2005.